# Fokker F.14
Fokker F.14 là một loại máy bay chở khách của Hoa Kỳ, do Fokker thiết kế, Atlantic Aircraft chế tạo tại New Jersey.

## Biến thể

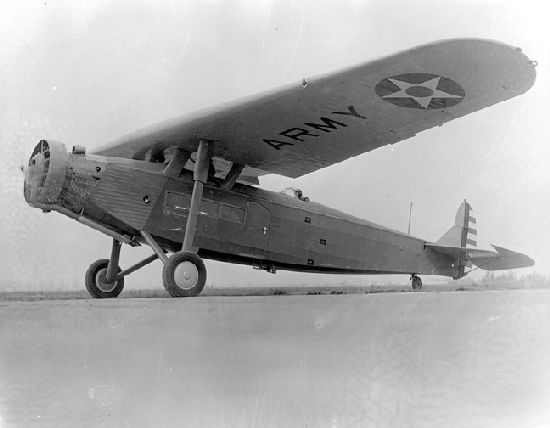
C-14

F.14
F.14A
Y1C-14
Y1C-14A
Y1C-14B

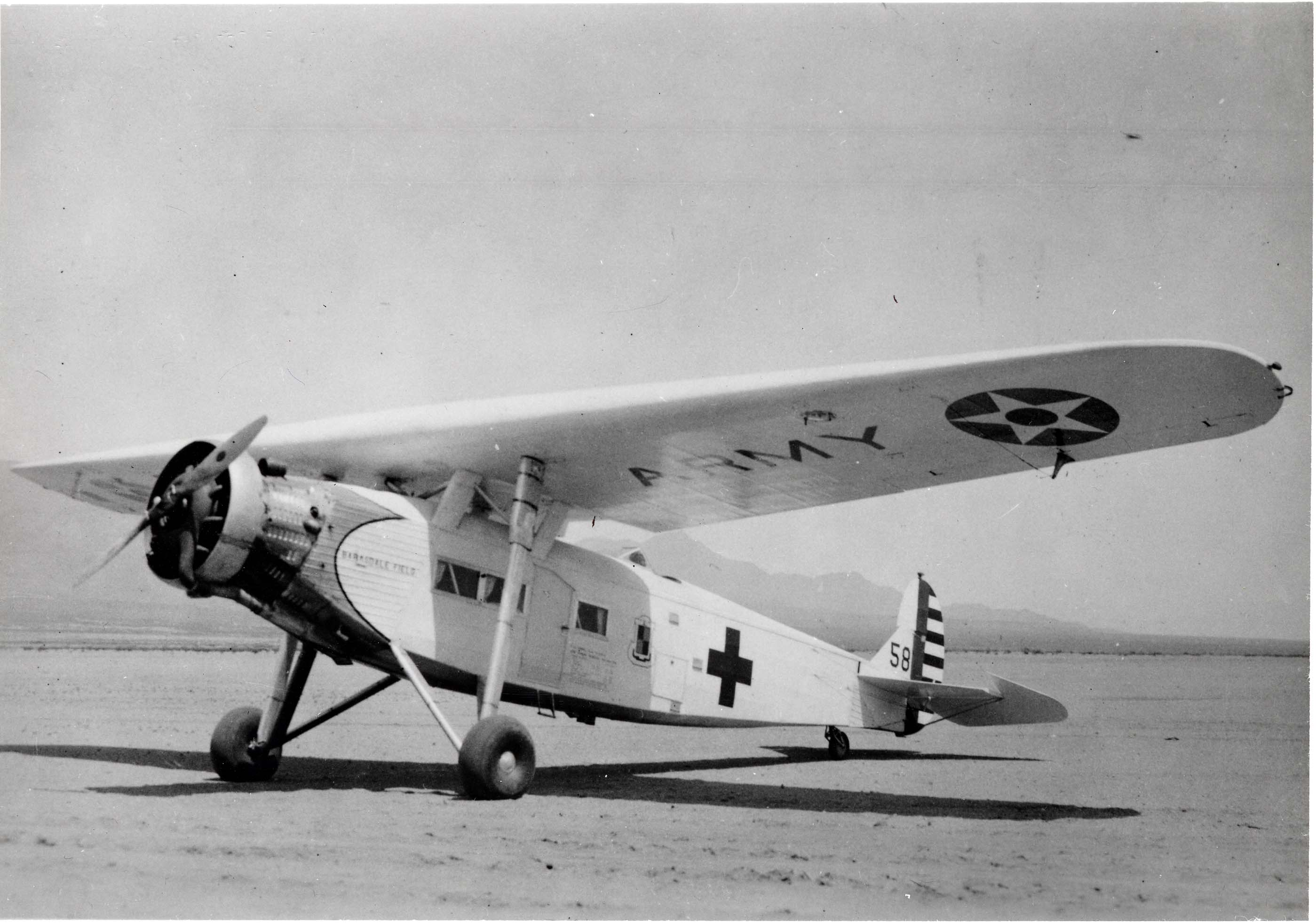
Y1C-15
Y1C-14 hoán cải làm máy bay cứu thương.
Y1C-15A

## Quốc gia sử dụng
Canada
- MacKenzie Air Services
- Western Canada Airways

 Hoa Kỳ
- Standard Air Lines
- Transcontinental & Western Air
- Quân đoàn Không quân Lục quân Hoa Kỳ

## Tính năng kỹ chiến thuật (F.14)
Dữ liệu lấy từ The Illustrated Encyclopedia of Aircraft (Part Work 1982-1985), 1985, Orbis Publishing, Page 1878
Đặc điểm tổng quát
- Kíp lái: 1
- Sức chứa: 7/9 hành khách
- Chiều dài: 43 ft 3 in (13.18 m)
- Sải cánh: 59 ft 5 in (18.11 m)
- Chiều cao: 12 ft 4 in (3.76 m)
- Diện tích cánh: 551 ft2 (51.19 m2)
- Trọng lượng rỗng: 4.346 lb (1.971 kg)
- Trọng lượng có tải: 7.200 lb (3.266 kg)
- Động cơ: 1 × Wright R-1750-3, 525 hp (391 kW)

Hiệu suất bay
- Vận tốc cực đại: 137 mph (220 km/h)
- Tầm bay: 690 dặm (1100 km)
- Trần bay: 14.500 ft (4420 m)

Danh sách liên quan
- Danh sách máy bay quân sự của Hoa Kỳ